# Лыаю (приток Чикшины)
Лыаю — река в России, протекает по территории округа Вуктыл и района Печора Республики Коми. Устье реки находится в 95 км по правому берегу реки Чикшина, около посёлка Причал. Длина реки составляет 60 км.

## Этимология гидронима
Название реки на языке коми означает «Песчаная река». Лыа — «песок», «песчаный», ю — «река».

## Данные водного реестра
По данным государственного водного реестра России относится к Двинско-Печорскому бассейновому округу, водохозяйственный участок реки — Печора от водомерного поста у посёлка Шердино до впадения реки Уса, речной подбассейн реки — бассейны притоков Печоры до впадения Усы. Речной бассейн реки — Печора.
Код объекта в государственном водном реестре — 03050100212103000064150.